# Condado de Prentiss (Misisipi)
El condado de Prentiss (en inglés: Prentiss County), fundado en 1870, es un condado del estado estadounidense de Misisipi. En el año 2000 tenía una población de 25.556 habitantes con una densidad poblacional de 24 personas por km². Las sede del condado es Booneville.

## Geografía
Según la Oficina del Censo, el condado tiene un área total de 1083 km² (418,1 mi²), de la cual 1075 km² (415,1 mi²) es tierra y 8 km² (3,1 mi²) es agua.

## Demografía
En el 2000 la renta per cápita promedia del condado era de $ 28,446, y el ingreso promedio para una familia era de $35,125. El ingreso per cápita para el condado era de $14,131. En 2000 los hombres tenían un ingreso per cápita de $26,862 frente a $19,766 para las mujeres. Alrededor del 16.50% de la población estaba bajo el umbral de pobreza nacional.

## Condados adyacentes
- Condado de Alcorn (norte)
- Condado de Tishomingo (este)
- Condado de Itawamba (sureste)
- Condado de Lee (suroeste)
- Condado de Union (oeste)
- Condado de Tippah (noroeste)

## Localidades
Ciudades
- Baldwyn (parte en Condado de Lee)
- Booneville

Pueblos
- Jumpertown
- Marietta

Áreas no incorporadas
- New Site
- Thrasher
- Wheeler
- Altitude

## Principales carreteras
- U.S. Highway 45
- Carretera 4
- Carretera 30
- Carretera 145